# Oli d'anacard

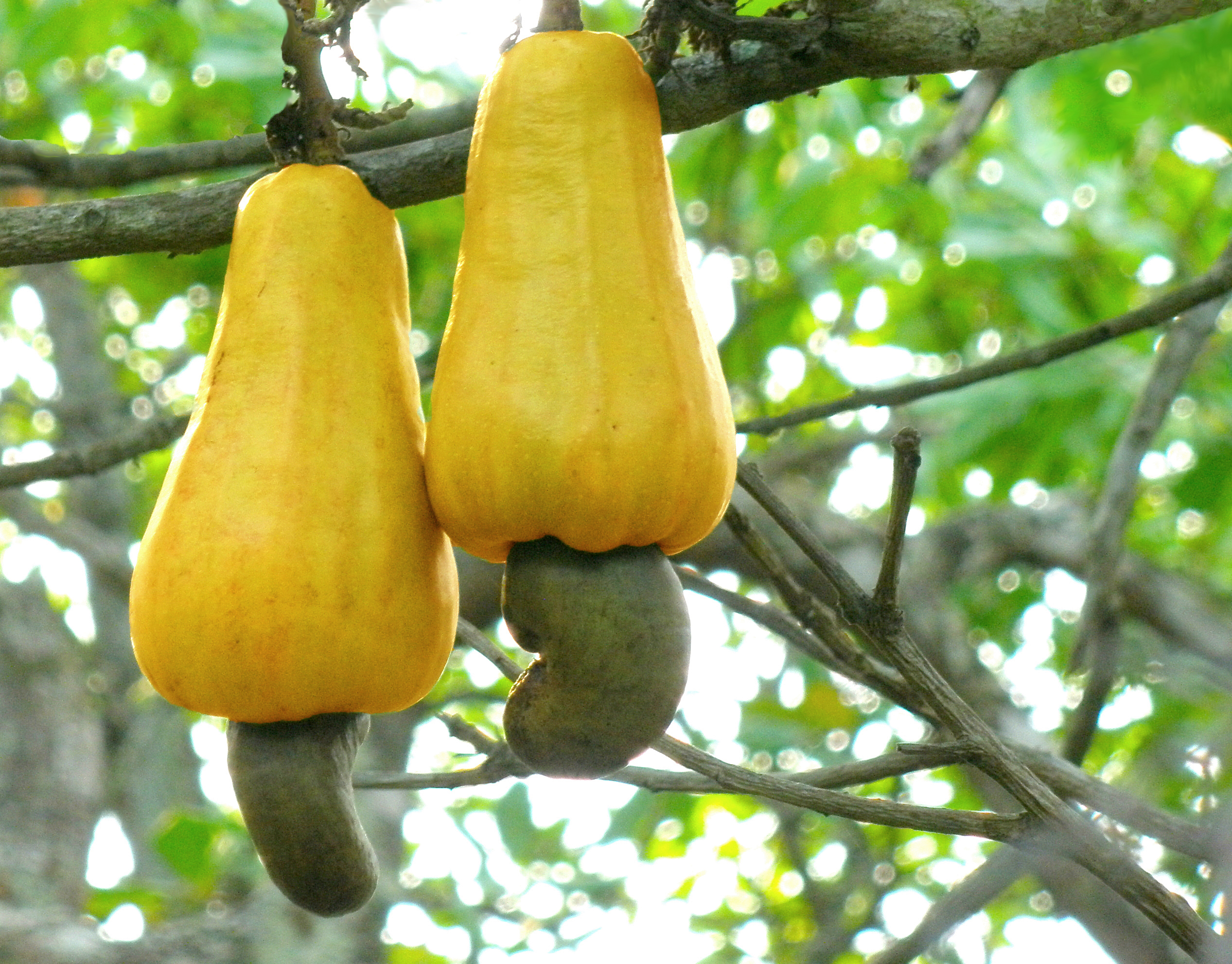
Anacards

L'oli d'anacard (en anglès:Cashew oil) és l'oli extret del fruit de l'anacard. L'anacard té una closca amb una capa externa amb oli, i una capa interna dura, on es conté pròpiament la nou d'anacard.
L'oli d'anacard és tòxic pels humans i normalment es considera de rebuig. Alguns treballs científics però suggereixen que l'oli d'anacard serveix per lluitar contra la càries dental.
L'oli d'anacard es fa servir per tractar la fusta contra els tèrmits.
Altres usos que s'investiguen d'aquest oli com per exemple fluid de frens d'automoció.